# Greasley
Greasley – wieś w Anglii, w hrabstwie Nottinghamshire, w dystrykcie Broxtowe. Leży 13 km na północny zachód od miasta Nottingham i 186 km na północny zachód od Londynu.